# Jack Warden
Jack Warden (Newark, 18 september 1920 – New York, 19 juli 2006) was een Amerikaans filmacteur.

## Biografie
Jack Warden werd geboren als John H. Lebzelter, de zoon van Laura en John Warden Lebzelter. Zijn vader was van Iers-Duitse origine. Hij werd geboren in Newark, New Jersey, maar bracht zijn jeugd door in Louisville, Kentucky. Daar werd hij als tiener van school gestuurd wegens vechten, waarna hij aan een carrière als professionele bokser begon. Hij veranderde zijn naam toen in Johnny Costello. Veel geld verdiende hij als bokser echter niet.
In de loop der jaren had Warden verschillende banen. Zo werkte hij onder meer als uitsmijter in een nachtclub en als matroos op een boot. In 1938 sloot de 18-jarige Warden zich aan bij de United States Navy. Hij verbleef drie jaar in China. In 1941 sloot hij zich aan bij de United States Merchant Marine. Maar het vele stappen werd hij al snel beu. Een jaar later liet hij zich overplaatsen naar het Amerikaanse leger. Als paratrooper zat hij toen bij het 501st Infantry Regiment, een onderdeel van de 101e Luchtlandingsdivisie, en nam hij deel aan de Tweede Wereldoorlog. De avond voor D-Day bezeerde hij zijn been ernstig door een slechte landing met de parachute. Hij bracht bijna een jaar door in het ziekenhuis. In het ziekenhuis las hij een toneelstuk en besloot hij om na de oorlog acteur te worden. Hij nam tijdens de oorlog ook nog deel aan de Slag om de Ardennen.
In het leger had hij het tot sergeant geschopt. Na Wereldoorlog II verhuisde hij naar New York, waar hij het probeerde te maken als acteur, gesteund door de G.I. Bill of Rights. Vijf jaar lang was hij te zien in verscheidene theaterstukken. Zijn eerste filmrol, figurantenrollen niet meegerekend, kwam er in 1951 in de film The Man with My Face. Geleidelijk aan groeide Warden uit tot een van de bekendste bijrol- en karakteracteurs in Hollywood. Zo was hij te zien in klassiekers als From Here to Eternity en 12 Angry Men.
Warden bleef zijn hele carrière lang het filmwerk combineren met uiteenlopende rollen in tv-series. Zo won hij een Emmy Award voor zijn vertolking van een rugbycoach in de serie Brian's Song.
Een Oscar won Warden nooit, maar hij verzamelde wel twee nominaties. Zijn rollen in Shampoo en Heaven Can Wait leverden hem bijna een Oscar op, maar hij zag hoe de gouden beeldjes gingen naar respectievelijk George Burns en Christopher Walken.
Toch zijn het voornamelijk andere films waardoor Warden zal herinnerd worden. Zo had hij belangrijke bijrollen in bekende films als All the President's Men, ...And Justice for All, Being There, The Verdict en de Problem Child-reeks.

## Persoonlijk leven en overlijden
In 1958 trouwde Jack Warden met de Franse actrice Vanda Dupre. Zij kregen samen één zoon. Het koppel ging in de jaren 70 uit elkaar, maar tot een officiële scheiding kwam het nooit. Aan het begin van de 21e eeuw zette Warden een punt achter zijn acteercarrière. Vanaf die periode kreeg hij ook gezondheidsproblemen. Hij overleed uiteindelijk op bijna 86-jarige leeftijd in een ziekenhuis aan hart- en nierproblemen.